# بخش آلتو پیچیگوا
بخش التو پیچیگوا (به اسپانیایی: Alto Pichigua District) یک سکونتگاه مسکونی در پرو است که در منطقه کوزکو واقع شده‌است.

## خصوصیات
بخش التو پیچیگوا ۳۷۵٫۸۹ کیلومترمربع مساحت و ۲٬۹۰۵ نفر جمعیت دارد و ۴٬۰۰۰ متر بالاتر از سطح دریا واقع شده‌است.